# Linkletter (Île-du-Prince-Édouard)
Linkletter est une communauté dans le comté de Prince sur l'Île-du-Prince-Édouard, Canada, à l'ouest de Summerside. C'est le domicile de plusieurs scientistes en biochimie, ingénieurs et d'autres intéressés à la biochimie. La plupart des résidents viennent de l'Île-du-Prince-Édouard, mais il y a des individus qui viennent d'autres parties du Canada.

## Démographie
| 2001 | 2006 | 2011 | 2016 |
| ---- | ---- | ---- | ---- |
| 332  | 321  | 320  | 310  |